# Skrikörnar
Skrikörnar (Clanga) är ett släkte i familjen hökar. De placerades tidigare i släktet Aquila, men genetiska studier visar att dessa tre arter är närmare släkt med asiatiska svartörnen (Ictinaetus malaiensis) och afrikanska tofsörnen (Lophaetus occipitalis) än örnarna i Aquila, till exempel kungsörn. I släktet urskiljs numera tre arter:
- Indisk skrikörn (Clanga hastata)
- Större skrikörn (Clanga clanga)
- Mindre skrikörn (Clanga pomarina)